# Piramida (arhitektura)
Piramide u arhitekturi označavaju poveće građevine oblika geometrijskog tijela piramide.

## Drevne piramide
Među drevnim piramidama najpoznatije su i najmnogobrojnije egipatske, slijede srednjoameričke, mezopotamske, kineske i indijske. Manje su poznate i manje veličanstvene piramide u Grčkoj, Rimu.

### Egipat
Piramida se u Egiptu kao oblik građevine razvila iz prizemne pravokutne grobnice, mastabe, nazvane prema arapskoj riječi mastaba što znači klupa. Faraona Džozera iz III. dinastije smatra se graditeljem prve stepeničaste, a faraona Snofrua iz IV. dinastije graditeljem prve kose piramide.
U Gizi se nalazi jedno, ujedno i jedino sačuvano, čudo Starog svijeta – piramide faraona IV. dinastije: Kufua, Kafre i Menkaure. Blizu je i Velika sfinga u Gizi. Samom gradnjom piramida faraonske su se grobnice premjestile iz prijašnje Sakare na visoravan Gizu. 
Drevni egipatski kraljevi vjerovali su da njihov zagrobni život ovisi o očuvanju njihova tijela. Zato su mrtvi balzamirani, a mumije su se skrivale duboko ispod zemlje u unutrašnjosti ovih golemih građevina. Čak su i unutarnji hodnici zatrpavani i skrivani od mogućih pljačkaša. U grobnice je stavljana hrana i sve ostalo što je po vjerovanju Egipćana bilo potrebno kraljevima za njihov zagrobni život.
- Kufuova ili Velika piramida visoka je gotovo 150 metara i sagrađena od oko 2 milijuna kamenih blokova. Izgrađena je oko godine 2560. pr. n. e. po nalogu faraona Kufua (Keopsa) – Snofruovog sina i nasljednika.

- Kafrina je piramida znatno manja od piramide njegova oca Kufua, ali je pronađena u znatno boljem stanju. Sagrađena je od granitnih blokova koji teže oko nekoliko tona i crvenom bojom odražavaju kontrast s bijelim alabasternim podovima. Na njenom je vrhu vidljiv dio oplate od bijelog vapnenca. Istočna strana piramide otkriva ostatke hrama u kojem su se odvijali pogrebni rituali za pokojnog vladara. Godine 1860. francuski je arheolog Auguste Mariete našao impozantni Kafrin kip nizvodno od same piramide.

- Osnova Menkaurine piramide, znatno manje od svojih prethodnica, prekrivena je pločama sijenita, odnosno granita vrlo visoke kvalitete. Mikerenov je pogrebni kompleks bio ukrašen mnoštvom kipova, a jedan od najpoznatijih je tzv. Menkaurina trijada koja kralja prikazuje između božice Hator i personifikacije egipatske pokrajine.

### Srednja Amerika
Neke su srednjoameričke civilizacije gradile piramide, uglavnom kao vjerska svetišta. Najveća piramida po zapremnini u Srednjoj Americi (i na svijetu) je ona u Choluli, u današnjoj meksičkoj pokrajini Puebli. Bila je posvećena bogu Quetzalcoatlu, a dolaskom Španjolaca na njenom vrhu izgrađena je crkva. Chichen Itza, majanska piramida, izabrana je među sedam novih svjetskih čuda.

### Sjeverna Amerika
U pretkolumbovskoj Sjevernoj Americi građeno je mnogo piramidalnih struktura. Najpoznatija je Monk's Mound
u Cahokii, Illinois (SAD). Neki smatraju kako su ove građevine također bile namijenjene bogoslužju.

### Mezopotamija
Mezopotamci su gradili piramide zvane ziguratima. Vjeruje se da je biblijska Babilonska kula zapravo babilonska piramida (zigurat).

### Kina
Oko 100 kilometara od grada Xi'an nalazi se većina kineskih piramida. Potvrđeno je postojanje 5 piramida: jedna udaljena 1 kilometar od grada Sji-đija-ca, druga je mauzolej Maolinga, treća Piramida okupljanja (Tibet), četvrta mauzolej Ćin Ši Huangdija, a peta stepenasta piramida Can-ku-čung.

### Indija
Granitni hramovi piramidalnog oblika postoje u južnoj Indiji, a izgrađene su za vrijeme dinastije Chola. Najpoznatije su: hramovi Brihadisvara, Gangaikondacholisvaram i Airavatesvara.

### Nubija
Piramide su sagrađene u tri nubijska grada kao grobnice kraljeva i kraljica Napate i Meroëa. Građene su po uzoru na egipatske, ali su bile manje.

### Europa
Najpoznatija je starogrčka piramida u Hellinikonu, selu kraj Arga (Grčka). U Faliconu na krajnjem jugoistoku Francuske sagrađena je jedna piramida, a u Rimu 27 metara visoka Cestijeva piramida. Amaterski arheolog, po zanimanju ekonomist i politolog, Semir Osmanagić da je ono što se zapravo smatra prirodnim reljefnim oblikom u Visokom (BiH) zapravo ljudskom rukom sagrađena piramida koju je prekrila vegetacija.

## Moderne piramide
Primjer moderne piramide može se naći u Parizu, ispred muzeja Louvre. Piramida s 32 kata u Memphisu (Tennessee) izgrađena 1991. bila je košarkaška dvorana. Walter Pyramid u Kaliforniji je 18 katova visoka dvorana košarkaških i odbojkaških ekipa. Hotel Luxor u Las Vegasu posjeduje piramidu s 30 katova.
Danas je gotovo jedini materijal za gradnju piramida staklo.